# Barrington (Rhode Island)
Barrington – miasto w Stanach Zjednoczonych, w stanie Rhode Island, w hrabstwie Bristol.